# Cuesta La Dormida
Cuesta La Dormida är ett bergspass i Chile.   Det ligger i provinsen Provincia de Marga Marga och regionen Región de Valparaíso, i den södra delen av landet, 60 km nordväst om huvudstaden Santiago de Chile. Cuesta La Dormida ligger 942 meter över havet.
Terrängen runt Cuesta La Dormida är kuperad västerut, men österut är den bergig. Runt Cuesta La Dormida är det ganska tätbefolkat, med 72 invånare per kvadratkilometer.. 
Omgivningarna runt Cuesta La Dormida är i huvudsak ett öppet busklandskap.